# Riacho Mata-Fome
O Riacho Mata-Fome é um riacho (um pequeno rio) brasileiro que banha o estado da Paraíba.